# Silca
Silca S.p.A. ist ein internationales Unternehmen für die Herstellung von Schlüsseln und gewerblichen bis industriellen Schlüsselkopiermaschinen. Silca S.p.A. ist eine Gesellschaft der Kaba Gruppe, eines multinationalen Unternehmens für Sicherheitstechnik. Kaba Holding AG ist eine am SIX Swiss Stock Exchange quotierte Gruppe und beschäftigt zirka 7.500 Mitarbeiter in 60 Ländern.
Die Marke Silca wird durch 130 Verteiler und Filialen in Italien, Deutschland, Frankreich, UK, Spanien, Niederlande, Indien und Brasilien vertreten.

## Geschichte
Silca S.p.A. wurde als “società per azioni” (“Aktiengesellschaft”) Società Italiana Lavorazione Chiavi e Affini (Italienische Gesellschaft für Schlüsselherstellung) im Jahre 1974 in Vittorio Veneto (Treviso) gegründet und gibt der Tätigkeit, die bisher aus der handwerklichen Fertigung und Duplikation von Schlüsseln bestand, ein industrielles Imprinting. Im Laufe von zehn Jahren wurden die Filialen I.M.P. S.A., heute Silca S.A.S., in Paris, Silca U.K. Ltd. in London und die Silca Deutschland GmbH in Heiligenhaus in Deutschland gegründet, die später nach Velbert verlegt wurde. 1989 begann Silca ihre Tätigkeit in Übersee über die Firma Silca Keys U.S.A., mit Sitz in Twinsburg (Ohio).
In den 1990er Jahren erwarb Silca auf die Herstellung von Schlüsselkopiermaschinen und Produkten für den Sicherheitssektor spezialisierte Firmen (Bollini s.r.l., GBZ, Elzett). 1997 fusionierte Silca mit dem kanadischen Schlüssel-Koloss Unican Group. 2000 wurde die spanische Division Silca Unican Iberica S.A., heute Silca Key Systems S.A., in Barcelona eröffnet. Im selben Jahr akquiriert das Unternehmen den Mitbewerber Ilco Orion S.p.A.
2001 erwarb Kaba Holding AG die Unican Group und gründete damit eine in der Sicherheitsindustrie tätige, weltweit agierende Gruppe. In den ersten 2000er Jahren investierte Silca in technologische Innovationen und erweiterte die Funktionen ihrer Schlüsselkopiermaschinen.

## Produkte
Das Kerngeschäft von Silca ist die Herstellung von Schlüsselrohlingen – über 60.000 Typen für von Rohlings-Artikeln für Postschließfächer bis hin zu Flugzeugen.
Silca entwickelt und erzeugt weiters mechanische und elektronische Schlüsselkopiermaschinen, kundenspezifische Systeme zur industriellen Herstellung von Schlüsseln und Schlüsselkopiermaschinen für die Sicherheitsindustrie und den Automobilsektor in 250 verschiedenen Varianten.
Silca entwickelt Software-Lösungen zur Programmierung und Duplikation von Schlüsseln samt aktualisierter Datenbanken.